# Alex Rudeau
Alex Rudeau (13 de junio de 1996) es un deportista francés que compite en ciclismo en la modalidad de trials.
Ganó dos medallas en el Campeonato Mundial de Ciclismo Urbano, oro en 2017 y bronce en 2018, y una medalla de bronce en el Campeonato Europeo de Ciclismo de Montaña de 2015.

## Palmarés internacional
| Campeonato Mundial | Campeonato Mundial       | Campeonato Mundial | Campeonato Mundial |
| Año                | Lugar                    | Medalla            | Competición        |
| ------------------ | ------------------------ | ------------------ | ------------------ |
| 2017               | Chengdu ( China)         | Medalla de oro     | Trials por equipos |
| 2018               | Chengdu ( China)         | Medalla de bronce  | Trials por equipos |
| Campeonato Europeo |                          |                    |                    |
| Año                | Lugar                    | Medalla            | Competición        |
| 2015               | Chies d'Alpago ( Italia) | Medalla de bronce  | Trials 20″         |